# MR81 Hα 17 NE
[MR81] Hα 17 NE es una estrella T Tauri de la pre-secuencia principal que forma parte de un sistema binario, en la región de formación estelar Corona Australis (CrA). Se trata de una enana roja M2e con la mitad de la masa del Sol (∼0,5 M⊙) que tiene un disco protoplanetario y muestra signos de acreción activa.
[MR81] Hα 17 NE Forma parte de un sistema binario (junto con [MR81] Hα 17 SW)  y es la estrella más débil del sistema en magnitud visual a pesar de ser más masiva debido a su disco protoplanetario cuyo material se sitúa entre la línea de visión del observador y la estrella, ya que está casi de canto.

## Sistema estelar
Con una separación aparente de 1369,58 milisegundos de arco (≈ 178 UA), se sabe que ambos objetos tienen un movimiento propio común con una fiabilidad de ~5σ, formando así un verdadero sistema binario ligado.

## Disco protoplanetario
Visible como una banda oscura en las imágenes de banda K del VLT/NACO, el disco tiene un diámetro observado de entre 30 y 50 UA y un grosor de ≈ 100 mas (~15 UA). El disco no está perfectamente de canto, ya que está inclinado unos 20° con respecto al plano celeste; aun así, la luz estelar solo es visible por dispersión.
La estrella muestra signos de acreción, sugeridos por prominentes líneas de emisión en el espectro (Hα, Ca II, He I), evidencia de actividad cromosférica y flujos de materia.

## Planeta candidato
Existe un posible tercer objeto (cc2), designado [MR81] Hα 17 SW/cc2, con una separación proyectada de 264 UA. Tiene una magnitud aparente débil de K 18,56 ± 0,1 mag, una luminosidad muy baja (aproximadamente el 0,002 % de la del Sol) y una masa estimada de ~1–2 MJup, lo que lo convierte en un posible planeta o subenana marrón. El objeto solo se ha detectado una vez (2004). Se requieren imágenes de seguimiento para descartarlo como objeto de fondo.